# San Giovanni a Patmos e storie della Passione

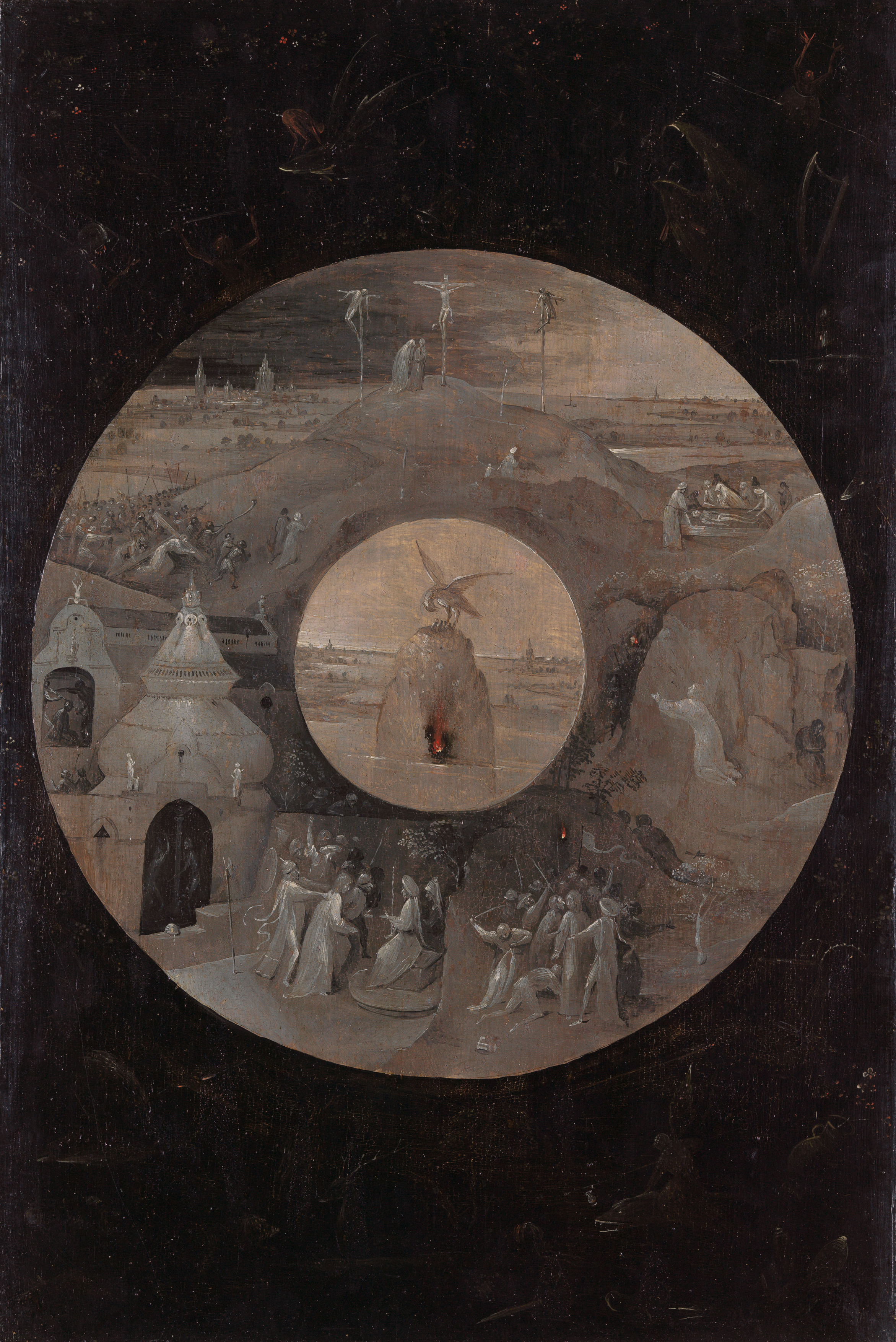
Il retro

San Giovanni a Patmos (recto) e Storie della Passione (verso) sono un dipinto a olio su tavola (63x43,3 cm) di Hieronymus Bosch, databile al 1489 circa e conservato nella Gemäldegalerie di Berlino. È firmato in basso a destra.

## Storia
La storia sicuramente nota del dipinto ha estremi molto recenti, legati alla presenza nella collezione di W. Fuller Maitland a Londra, da dove venne acquistata nel 1907 per il museo berlinese. Come per la maggior parte delle opere di Bosch, la datazione è incerta. Alcuni autori segnalano il periodo 1504-1505 (Combe, Cinotti), mentre altri propongono il 1490-1500 (Baldass). Attualmente, la data più probabile è il 1489, o qualche anno successivo, legata a un esame dendrocronologico.
Suggestiva è l'ipotesi (Baldass, poi Koldeweij) che l'opera sia in coppia con il San Giovanni Battista in meditazione di Madrid e che si fosse parte del polittico che Bosch realizzò per la cattedrale della sua città, 's-Hertogenbosch, su commissione della Confraternita di Nostra Signora. La cattedrale è infatti dedicata all'Evangelista, e la visione di San Giovanni a Patmos era il simbolo della Confraternita, presente ad esempio su una croce databile al 1460 e su un libretto di indulgenze del 1518-1519. Si tratterebbe dei pannelli laterali di un retablo, di cui porzioni sono oggi ancora nella città olandese (non riferibili direttamente a Bosch), con sportelli rifatti più tardi. Se l'ipotesi fosse corretta bisognerebbe anche ammettere che dal Giovanni Battista sono stati tagliati via circa tredici centimetri, in alto e in basso.
Secondo Larsen Bosch si ispirò a una stampa di soggetto analogo di Martin Schongauer e ad un dipinto di Dieric Bouts nel museo di Rotterdam.

## Descrizione e stile

### Fronte
Giovanni Evangelista è rappresentato abbastanza semplicemente, mentre avvolto da un manto rosato sta seduto con il libro sulle ginocchia ed annota le rivelazioni che gli fa un cherubino su una rupe (con le ali suggestivamente composte di elementi vegetali e animali assemblati), indicando in cielo la Vergine col Bambino, apparsa nel disco solare tra le nubi, seduto sulla mezzaluna. In terra si vedono il calamaio del santo, vicino a un falco che sembra vigilarlo, mentre un essere dal corpo di grillo, con la testa umana occhialuta, corpo panciuto, ali di cicala e coda da salamandra, sembra pronto a rubarlo con un rastrello.
Il calmo paesaggio sullo sfondo è in realtà punteggiato da eventi tragici, come il naufragio di una nave in fiamme. La città sullo sfondo, con un'alta torre di cattedrale e un voluminoso edificio cilindrico, è forse Nimega. L'esile albero sulla destra conduce l'occhio dello spettatore verso lo sfondo, stagliandosi contro il cielo azzurrino.

### Retro
Sul verso della tavole è rappresentato un cerchio a grisaglia su uno sfondo scuro, nel quale le radiografie hanno rinvenuto la presenza di animali fantastici dell'immaginario di Bosch.
Nel disco al centro è rappresentato il pellicano che si strappa le carni per sfamare i propri figli, un frequente simbolo cristologico, ambientato su uno scoglio in mezzo a una sorta di lago. Tutt'intorno, nell'"iride", sono rappresentate le storie della Passione, senza soluzione di continuità, in un efficace movimento spaziale che ha una sua tradizione in area fiamminga e che era stato utilizzato anche nelle parti esterne degli sportelli del Trittico dell'Adorazione dei Magi.
Da destra, in senso orario, si vedono la Preghiera nell'orto, la Cattura, Gesù davanti a Pilato, la Flagellazione (in un esotico edificio con cupola a bulbo), l'Incoronazione di spine (in un altro edificio cilindrico), l'Andata al Calvario, la Crocifissione (sulla sommità), e la Deposizione.

## Altre immagini

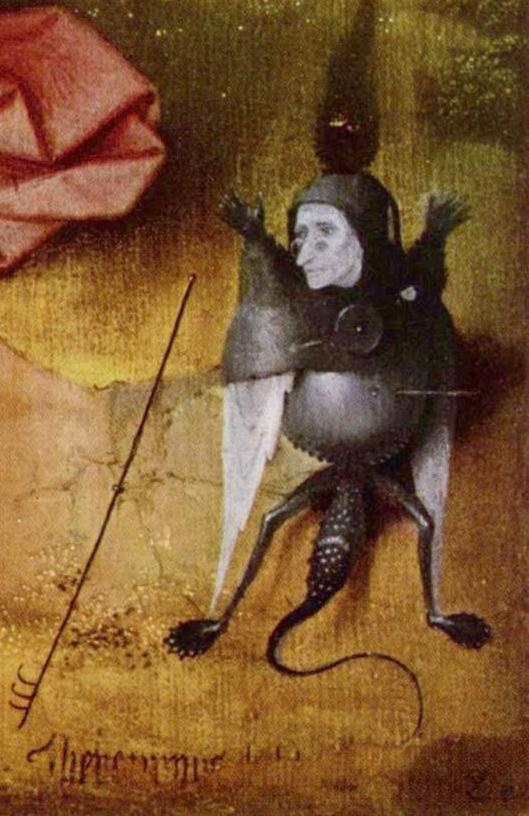
Dettaglio
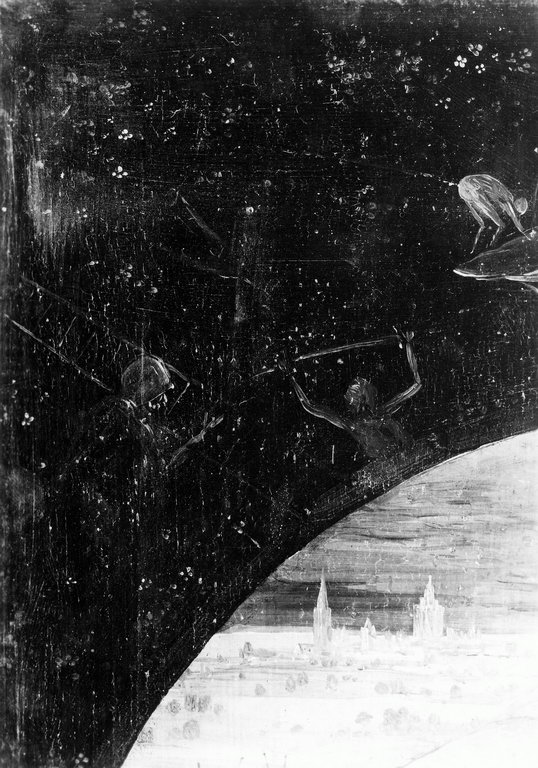
Dettaglio radiografico del retro
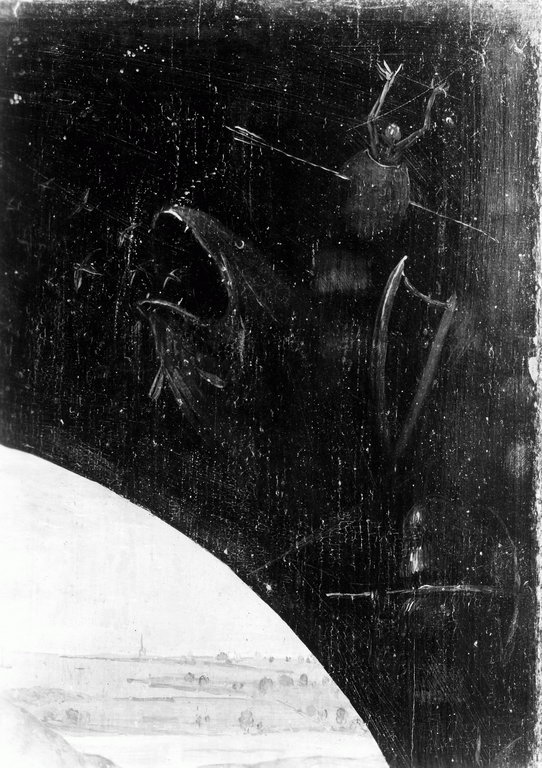
Dettaglio radiografico del retro
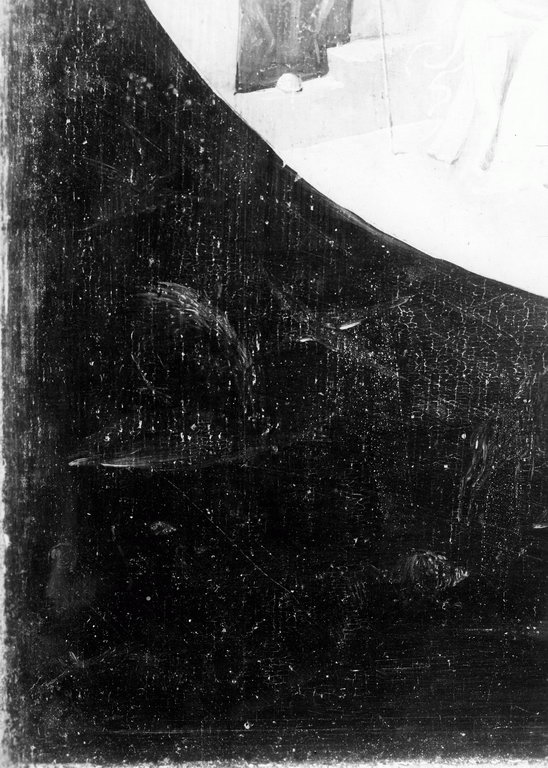
Dettaglio radiografico del retro
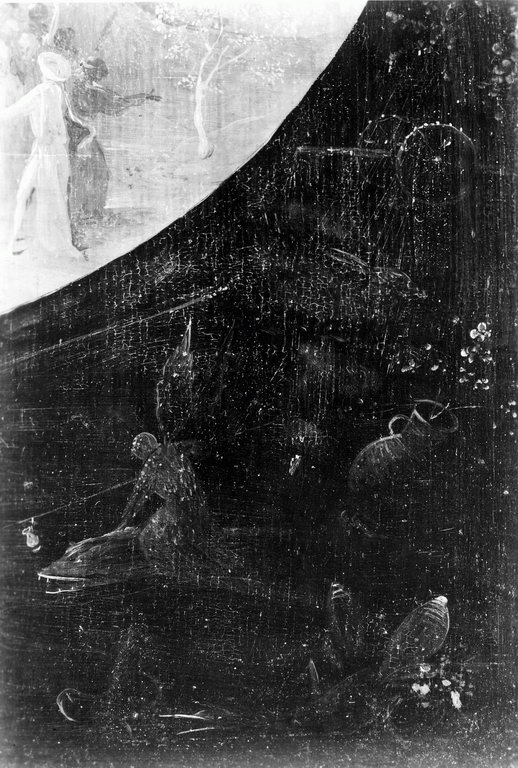
Dettaglio radiografico del retro